# Dziki (film)
Dziki (ang. The Wild One) – amerykański dramat filmowy z 1953 roku reżyserii László Benedeka. Scenariusz do filmu powstał na podstawie książki Franka Rooneya, która z kolei odnosiła się do prawdziwych wydarzeń.

## Fabuła
Johnny i jego Black Rebels Motorcycle Club jeżdżą od jednego kalifornijskiego miasteczka do następnego. Mieszkańcy miasteczek z niechęcią spoglądają na bandę głośnych motocyklistów poszukujących głównie rozróby. We Wrightsville miejscowy szeryf stara się załagodzić napięcia, jakie narastają pomiędzy mieszkańcami a grupką przybyszy, brak mu jednak stanowczości i autorytetu. Sytuacja pogarsza się wraz z przyjazdem do miasta rywalizującego gangu. Przywódca motocyklistów zakochuje się w kelnerce Kathie. Sytuacja zaczyna się stopniowo zmieniać. Mieszkańcy obarczają go winą za śmierć pewnego starego człowieka.

## Obsada
- Mary Murphy – Kathie Bleeker
- Lee Marvin – Chino
- Robert Keith – Szeryf Harry Bleeker
- Jay C. Flippen – Szeryf Stew Singer
- Peggy Maley – Mildred
- Hugh Sanders – Charlie Thomas
- Ray Teal – Wujek Frank Bleeker
- John Brown – Bill Hamegan
- Will Wright – Art Kleiner
- Marlon Brando – Johnny
- Jim Connell – Boxer
- Harry Landers – GoGo
- Alvy Moore – Pigeon